# Vegas (spelautomat)

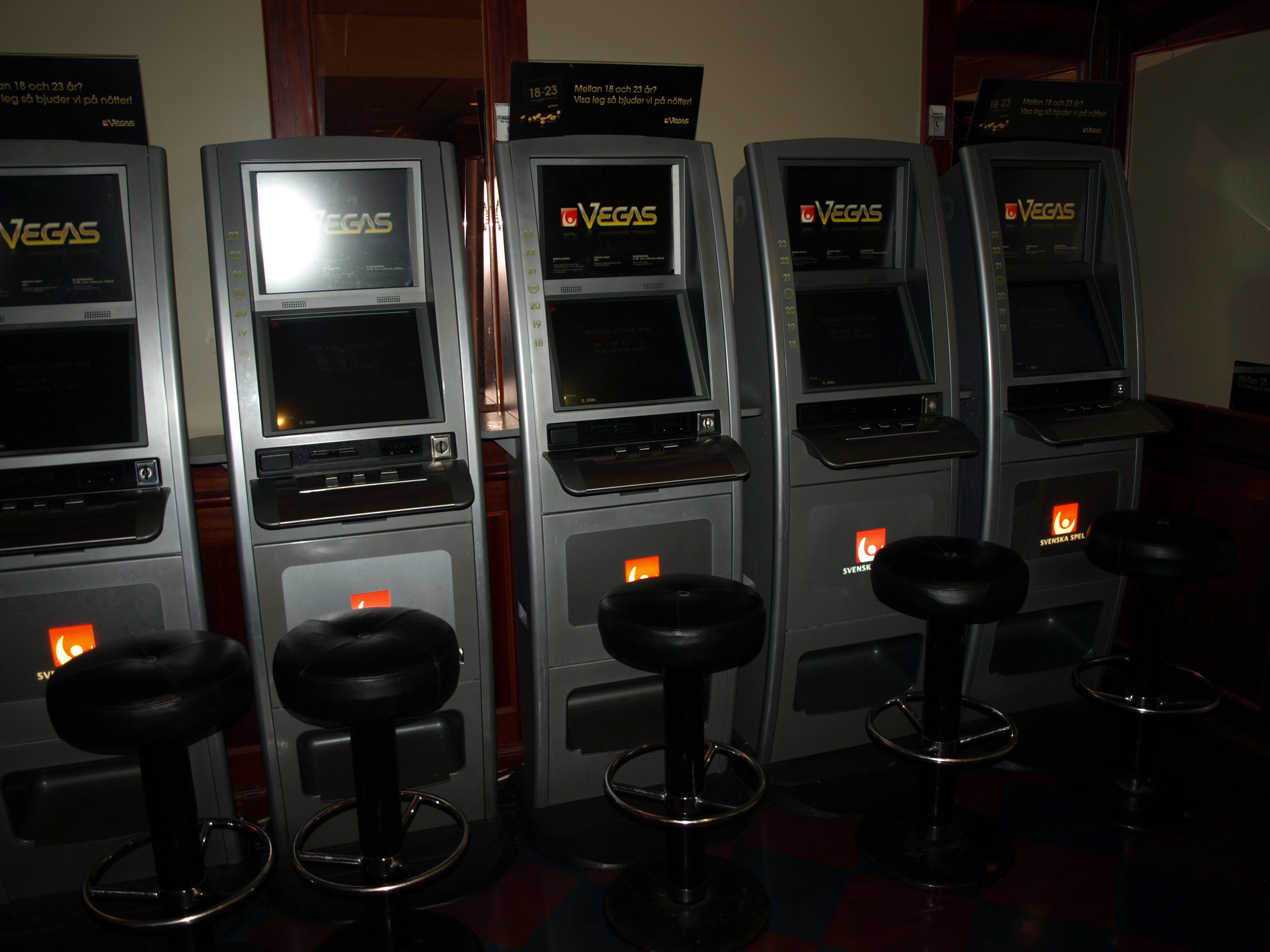
Jack Vegas-maskiner i en restaurang och nattklubb i Stockholm.

Vegas är ett värdeautomatspel som har funnits sedan 1996. Spelen placeras ut på restauranger och bingohallar av Svenska Spel. 
Svenska Spel har tillstånd för 7 500 automater. I dag finns det ca 5 100 Vegasautomater placerade på ca 1 700 restauranger och bingohallar runt om i landet. 
2015 omsatte Vegas 1 227 miljoner kronor netto och var till nettospelintäkter Sveriges femte största spelform.

## Spelet
Vegas är ett värdeautomatspel från Svenska Spel där maxinsatsen är sex-åtta kronor och högsta vinsten är mellan 600-800 kronor. (Beronde på vilket spel som spelas) Vegasautomaterna lanserades 1996 och består av klassiska hjulspel, pokerspel och nummerspel. Vegas är ett av de största spelen på den svenska spelmarknaden 2016.
Ett grundkrav för att få ha Vegasautomater är att en restaurang måste ha ett giltigt serveringstillstånd, eller om det är en bingohall ett giltigt bingotillstånd. Vidare får inte intäkterna från automaterna dominera verksamheten, utan får endast vara ett komplement till restaurangens eller bingohallens ordinarie verksamhet.
För att få spela på Vegas måste man ha fyllt 18 år och inneha ett svenskt personnummer. Varje spelare måste vara registrerad som kund hos Svenska Spel och skall därefter logga in på värdeautomaten och sätta spelgränser för sitt Vegasspelande innan spel kan påbörjas. Maskinerana tar inte tusen-kronorssedlar och mynt. Ibland är det kontantfritt då gäller endast Swish-betalning. (Växel på mynt och Tusenkronorssedlen brukar de kunna dela ut.)

## Spelen och satsningar
Vegas-automaterna tillåter en högsta insats på 8 kr. Tidigare var 5 kr högsta insats per spel och omgång.
Maxvinsten är 800 kr per omgång och satsning och man får vinsten på ett papperskvitto.
Spelen på Vegas tillverkas av företaget IGT. Idag finns även möjlighet att spela vissa spel på kasinosidor, då företaget även säljer sina tjänster till andra spelbolag.

## Tekniken
Värdeautomaterna är av typen VLT (Video Lottery Terminal) och tillhandahålls av det Nordamerikanska spelbolaget IGT. Det som kännetecknar en VLT är att spelaren har möjligheten att välja mellan ett flertal olika spel från en tryckskärm, samt att vinstprocenten är förhållandevis hög och i Sverige ligger den runt 90 procent. 
För att garantera spelsäkerheten är alla automater ihopkopplade i ett centralt datasystem som Svenska Spel samt Lotteriinspektionen kan övervaka. Alla automater är uppkopplade med hjälp av modem mot Svenska Spels datacentral i Visby. Dessutom sätter du som spelare en spelgräns hur mycket du vill spela för.

## Miss Vegas
I samband med att Svenska Spel 1999 fick tillstånd att anordna värdeautomatspel på bingohallar lanserades Miss Vegas. Miss Vegas fanns endast på bingohallarna och påminde mycket om Jack Vegas-maskinerna. 
När Svenska Spel 2007 beslöt att samtliga produktlogotyper skulle innehålla "vinnarsymbolen" slogs Jack Vegas och Miss Vegas samman och bytte namn till Vegas.

## Viktiga händelser i Jack Vegas/Vegas historia
Vegas historia tar sin början 1995. Den nya Lotterilagen gör det möjligt för ett nytt värdeautomatspel att ta sig in på den svenska marknaden. Riksdagen ger tillstånd till ett nytt spel vars hela överskott ska tillfalla den svenska idrottsrörelsen. Dåvarande Tipstjänst ges licens och i maj 1996 installeras de första automaterna under namnet Jack Vegas.
1999
Svenska Spel får tillstånd att anordna värdeautomatspel även på bingohallar. Miss Vegas lanseras.
2005
Automaten Winwave lanseras. Winwave var resultatet av en tävling anordnad av Svenska Spel för att utveckla framtida automater.
2007
I samband med beslutet att alla Svenska Spels produktlogotyper skulle innehålla vinnarsymbolen slås Jack Vegas och Miss Vegas samman och byter namn till Vegas.
2008
Åldersverifiering infördes i samtliga automater för att underlätta ålderskontrollen.
2013
Inloggning samt spelkort hos Svenska Spel krävs nu för de flesta spelen.
Svenska Spel inför spelansvarsfunktioner där spelaren måste sätta spelgränser för att kunna spela Vegas alla spel.
2014
Allt spel skall vara registrerat. Inloggning krävs för alla spelen.
2015
Högsta insatsen höjs från 5 till 6 kronor.
2017
Vegasautomaterna accepterar ej längre mynt.
2022
Högsta insatsen höjs från 6 till 7 kronor.